# Lo imperdonable (telenovela de 2015)
Lo imperdonable es una telenovela mexicana dirigida por Mónica Miguel y producida por Salvador Mejía Alejandre para Televisa en el año 2015. 
Es una adaptación de la combinación de La mentira, Lo imperdonable y de una novela inédita que nunca se había hecho para la televisión llamada Tzintzuntzán, la noche de los muertos, todas ellas originales de Caridad Bravo Adams. Está adaptada por Ximena Suárez en su primera mitad y Ricardo Fiallega en su recta final. Se estrenó a través de Las Estrellas el 20 de abril de 2015 en la sustitución de Hasta el fin del mundo, y finalizó el 4 de octubre del mismo año siendo reemplazado por Pasión y poder
Fue protagonizada por Ana Brenda Contreras e Iván Sánchez con las participaciones antagónicas de Grettell Valdez, Alicia Machado, Guillermo Garcia Cantú, Juan Ángel Esparza, Osvaldo de León y Jackie Sauza. Cuenta con las actuaciones estelares de Sergio Sendel, Juan Ferrara, Claudia Ramírez, Guillermo Capetillo, Patsy, Sebastián Zurita, Gaby Mellado y los primeros actores Salvador Sánchez y Delia Casanova.

## Sinopsis
Martín Santelmo llega a una pequeña y remota localidad llamada Mina Escondida donde su querido medio hermano, Demetrio, vive y trabaja en una mina de explotación de oro; a su llegada Martín descubre que Demetrio se ha suicidado tras ser desilusionado por una mujer ambiciosa y desalmada que se burló de él. Poco a poco, y gracias a la ayuda de los habitantes (que en un inicio se mostraban hostiles con él pero luego se convirtieron en sus amigos), Martín logra juntar las pistas que llevaron a Demetrio a la tragedia. 
Las pistas lo conducen hasta la Ciudad de México, a la mansión de los millonarios Prado-Castelo quienes son los dueños de una de las más importantes empresa de joyería del país, según la información que ha conseguido, la mujer por quien Demetrio se quitó la vida vive en esa casa y su nombre empieza por V, pues le dejó a Demetrio una cadena con la inicial V y el apellido Prado-Castelo grabado en ella.
Martín conoce allí a las primas, Verónica y Virginia Prado-Castelo, ambas sobrinas de la familia: Virginia inocente y frágil y Verónica fuerte y valiente. Sin saber cuál es la culpable, Martín es engañado tras una serie de coincidencias y rumores y termina creyendo que la mujer a la que busca es Verónica. Así, comienza su plan de venganza: primero coquetea con Verónica, la seduce y hace que se enamore de él para luego pedirle matrimonio. Después de la boda, prácticamente, empieza su venganza y la lleva a Mina Escondida lugar donde Demetrio se suicidó, decidido a hacerle la vida imposible y vengarse por el suicidio de su hermano.
Poco puede imaginar, al igual que Verónica, que en realidad son víctimas de Virginia Prado-Castelo, una mujer malvada y ambiciosa cuya cara angelical esconde un espíritu perverso. El propósito de Virginia es casarse con Emiliano, su primo, el único hijo de Jorge y Salma Prado-Castelo, para así cambiar su estatus de sobrina y pasar a ser la señora Prado-Castelo por partida doble y así quedarse con toda la fortuna de la familia. 
Cuando Martín descubre la verdad, todo parecerá perdido, pues Verónica lo abandona por no haber confiado en ella y haberse dejado engañar por las malas intenciones de otras personas. Por ello, Martín tendrá que luchar muy duro para recuperar el gran amor de su vida, Verónica.

## Elenco
- Ana Brenda Contreras – Verónica Prado-Castelo
- Iván Sánchez – Martín San Telmo Ballesteros
- Grettell Valdez – Virginia Prado-Castelo
- Sergio Sendel – Emiliano Prado-Castelo Durán
- Juan Ferrara – Jorge Prado-Castelo
- Claudia Ramírez – Magdalena Castilla de Botel
- Guillermo Capetillo – Padre Juan
- Alicia Machado – Claudia Ordaz
- Gaby Mellado – Ana Perla Sánchez Álvarez
- Sebastián Zurita – Pablo Hidalgo
- Osvaldo de León – Daniel Fernández
- Salvador Sánchez – Crescencio Álvarez
- Paty Díaz – Raymunda Álvarez de Arroyo
- Juan Ángel Esparza – Manuel Sánchez Álvarez
- Delia Casanova – Matilde Torres
- Patsy – Salma Durán de Prado-Castelo
- Roberto Ballesteros – Joaquín Arroyo
- Marcelo Buquet – Aquiles Botel
- Guillermo García Cantú – Aarón Martínez
- Luz María Jerez – Lucía Hidalgo
- Gabriela Goldsmith – Montserrat Vivanco Vda. de De la Corcuera
- Tania Lizardo – Blanca "Blanquita" Arroyo Álvarez
- Ricardo Franco – Julio Luna
- Mar Contreras – Nanciyaga
- Gonzalo Vivanco – Pierre Dussage
- Jackie Sauza – Mariana de la Corcuera Vivanco
- Camil Hazouri – Apolinar "Polo" Arroyo Álvarez
- Raul Magaña – Alfredo Díaz
- Nataly Umaña – Ireri
- Pablo Montero – Demetrio Silveira Ballesteros
- Danna García – Rebeca Rojo Guevara
- Felipe Flores – Uspin
- Susana Diazayas – Maestra Gaby
- Alan Slim – Arturo Huerta
- Elsa Cárdenas – Jovita
- Arturo Barba – Clemente Martínez
- Rodrigo Mejía – Nicolás
- Sergio Acosta – Medel
- Diego Olivera – Jerónimo Del Villar
- Ruth Rosas – Tomasina
- Francisco Avendaño – Aldo
- Silvia Manríquez – Mamá de Martín y Demetrio
- Michel Duval – Teo
- Juan Bertheau – Lorenzo
- Laura Vignatti – Susana

## Premios y nominaciones

### Premios TvyNovelas 2016
| Categoría              | Persona         | Resultado |
| ---------------------- | --------------- | --------- |
| Mejor villana          | Grettell Valdez | Nominada  |
| Mejor actriz coestelar | Claudia Ramírez | Nominada  |
| Mejor actor coestelar  | Osvaldo de León | Nominado  |

### Premios Juventud 2016
| Categoría                | Persona                   | Resultado |
| ------------------------ | ------------------------- | --------- |
| Mi protagonista favorita | Ana Brenda Contreras      | Nominada  |
| Mejor tema novelero      | “Tu Respiración” Chayanne | Ganador   |